# アフガニスタン・イスラム移行国

アフガニスタン・イスラム国
د افغانستان اسلامی دولت （パシュトゥー語）
دولت اسلامی افغانستان （ダリー語）

国の標語: لا إله إلا الله، محمد رسول الله 
（アラビア語:アッラーフの他に神はなし。ムハンマドはアッラーフの使徒である。）国歌: قلعه اسلام قلب اسیا（パシュトー語）
イスラムの砦、アジアの心

アフガニスタン・イスラム移行国（アフガニスタン・イスラムいこうこく、ダリー語: دولت اسلامی افغانستان、TISA、又はアフガニスタン暫定政権）は、2002年6月に設立されたアフガニスタンの臨時政府である。
2001年12月22日にアフガニスタン暫定政権設立式が開催され、翌年6月11日のロヤ・ジルガによって設立された。TISAは、かつて存在したアフガニスタン・イスラム国の後継にあたる政府で、2004年1月に新憲法が発布され、同年12月7日にはアフガニスタン・イスラム共和国へと発展した。また大統領には、10月9日に行われた第一回の大統領選挙の結果を受けて、TISAの大統領を務めていたハーミド・カルザイが就任した。